# 坎波多尔奇诺
坎波多尔奇诺（義大利語：Campodolcino），是意大利松德里奥省的一个市镇。总面积48平方公里，人口1057人，人口密度22.0人/平方公里（2009年）。国家统计（ISTAT）代码为014012。